# Laurence S. Irving
Pour les articles homonymes, voir Irving.
Laurence Sydney Brodribb Irving (21 décembre 1871 - 29 mai 1914) est un acteur, dramaturge et romancier britannique.

## Vie et carrière
Né à Londres, Laurence Irving est le fils du grand actor-manager (en) victorien Henry Irving et de sa femme Florence O'Callaghan, et frère de l'actor-manager Harry Brodribb Irving. Il étudia au Marlborough College et au Collège Rollin de Paris, à la suite de quoi il passa trois ans à étudier en Russie pour le Foreign Office. Cependant, plutôt que de renoncer à jouer, il fit sa première apparition en 1893 dans la troupe de théâtre de F. R. Benson (en) et continua pour devenir dramaturge. À la suite du fiasco financier de l'une de ses pièces, son père fut contraint de vendre le Lyceum Theatre. Irving était marié à une artiste compatriote, l'actrice Mabel Lucy Hackney (1880-1914).
Laurence et Mabel partirent en tournée en Australie puis en Amérique du Nord de 1912 à 1914. Leur plus grand succès fut Typhoon, la propre pièce de Laurence, laquelle collait à l'actualité de l'époque (la guerre russo-japonaise), où il interprétait un officier japonais.
Laurence et Mabel Irving se noyèrent le 29 mai 1914 dans l'estuaire du St-Laurent lors du naufrage du RMS Empress of Ireland, quelques heures après avoir quitté le port de Québec. Des rapports sur la tragédie racontent qu'ils furent séparés ; Laurence, indemne jusqu'alors mais sachant que Mabel ne savait pas nager, se jeta dans le fleuve pour tenter de la sauver. Leurs corps ne furent jamais retrouvés.
Ne pas le confondre avec le décorateur et scénographe Laurence Irving, fils de son frère aîné Harry Brodribb Irving, qui écrivit les biographies hautement réputées Henry Irving, the Actor and his World et The Successors.